# Малодивлинська сільська рада
Малодивлинська сільська рада — колишня адміністративно-територіальна одиниця та орган місцевого самоврядування в Олевському і Лугинському районах Коростенської і Волинської округ, Київської й Житомирської областей Української РСР з адміністративним центром у селі Малий Дивлин.

## Населені пункти
Сільській раді на час ліквідації були підпорядковані населені пункти:
- с. Злотин
- с. Малий Дивлин

## Населення
Кількість населення ради, станом на 1923 рік, становила 949 осіб, кількість дворів — 178.

## Історія та адміністративний устрій
Створена 1923 року, в складі сіл Злотин, Малий Дивлин та хуторів Долбинка і Річка Білокуровицької волості Овруцького повіту Волинської губернії. 7 березня 1923 року включена до складу новоствореного Олевського району Коростенської округи. 25 січня 1926 року раду передано до складу Лугинського району Коростенської округи. 20 березня 1926 року х. Долбинка підпорядковано Жеревецькій сільській раді Лугинського району. Станом на 1 жовтня 1941 року х. Річка не перебуває на обліку населених пунктів.
Станом на 1 вересня 1946 року сільська рада входила до складу Лугинського району Житомирської області, на обліку в раді перебували с. Малий Дивлин та х. Злотин.
Ліквідована 11 серпня 1954 року, відповідно до указу Президії Верховної ради Української РСР «Про укрупнення сільських рад по Житомирській області», територію та населені пункти ради приєднано до складу Великодивлинської сільської ради Лугинського району Житомирської області.